# پیکو دو آلبرتو
پیکو دو آلبرتو (به لاتین: Pico de Alberto) یک کوه در دماغه سبز است که در eastern São Nicolau, Cape Verde واقع شده‌است. پیکو دو آلبرتو ۵۹۸ متر بالاتر از سطح دریا واقع شده‌است.